# 15955 Johannesgmunden
15955 Johannesgmunden (1998 BS13) là một tiểu hành tinh vành đai chính được phát hiện ngày 26 tháng 1 năm 1998 bởi E. Meyer ở Davidschlag Observatory, Linz. Nó được đặt theo tên nhà thiên văn học Johannes von Gmunden.